# اسنه‌گووی
اسنه‌گووی (انگلیسی: Snegovoy) یک کوه آتشفشانی در شبه‌جزیره کامچاتکای کشور روسیه است.